# Anonimowi Uzależnieni od Seksu i Miłości
Anonimowi Uzależnieni od Seksu i Miłości – dobrowolne, samopomocowe grupy osób cierpiących na uzależnienie od seksu i  miłości.

## Historia
Grupy te powstały w Bostonie, w USA, w 1976 roku. 
W Polsce pierwsza grupa osób uzależnionych zawiązała się w Warszawie w 1993 roku. Początkowo przyjęto spolszczoną nazwę AE (Anonimowi Erotomani). Z czasem okazało się, że określenie to nie oddaje wiernie problemu. Jako pierwsza zrezygnowała z tej nazwy grupa w Płocku w 2000 roku. Wspólnota jako całość ostatecznie zmieniła nazwę w 2005 roku. Obecnie w Polsce istnieje ponad 30 grup Anonimowych Uzależnionych od Seksu i Miłości.